# Lycée Lakanal
Lyceum Lakanal (francouzsky Lycée Lakanal) je veřejná střední škola v Sceaux ležící v departmentu Hauts-de-Seine ve Francii v Pařížské aglomeraci. Nese jméno po Josephu Lakanalovi, francouzském politikovi a zakládajícímu členovi Francouzského institutu. Škola nabízí jak středoškolské vzdělání, tak i velice kvalitní "přípravné třídy", ve kterých probíhá příprava na nadcházející vysokoškolské studium. Mezi slavné absolventy patří francouzští vědci a spisovatelé jako například Jean Giraudoux, Alain-Fournier a Frédéric Joliot-Curie.
Školní areál se skládá z laboratoře, prostorného parku, sportoviště a kolejí, ve kterých jsou ubytováni studenti a ragbyový tým Pôle Espoir Rugby, přičemž zde jsou ubytováni i někteří zdejší učitelé. Hlavní učebny se nachází ve stejné budově jako koleje. K vytápění školy je používána topná soustava, která zasahuje do všech místností kromě tělocvičny.
K roku 2016 zde studovalo celkem 2 550 studentů; od studentů prvních ročníků až po studenty připravované na vysokoškolské studium.
Několik bývalých studentů nastoupilo na významné školy včetně HEC Paris.

## Historie
Na příkaz Julia Ferryho, tehdejšího ministra veřejného vzdělávání, byla v 80. letech 19. století stavba započata. Následně pak probíhala mezi léty 1882 až 1885.

## Významní absolventi
- Charles Péguy (1873–1914), spisovatel
- René-Louis Baire (1874–1932), francouzský matematik
- Paul Hazard (1878–1944), historik
- Jules Isaac (1877–1963), historik
- Marc Boegner (1881–1970), pastor and spisovatel
- Jean Giraudoux (1882–1944), spisovatel
- Alain-Fournier (1886–1914), spisovatel
- Jacques Rivière (1886–1925), spisovatel a novinář
- Maurice Genevoix (1890–1980), spisovatel
- Frédéric Joliot-Curie (1900–1958), laureát Nobelovy ceny za chemii, fyzik
- Robert Bresson (1901–1999), režisér
- Karl-Jean Longuet (1904–1981), sochař
- Arthur Adamov (1908–1970), spisovatel a dramatik
- Carlos Delgado Chalbaud (1909-1950), politik, inženýr, vojenský důstojní ve Venezuele
- Maurice Allais (1911–2010), ekonom, laureát Nobelovy ceny za ekonomii
- Pierre Hervé (1913–1993), poslanec
- Jean-Toussaint Desanti (1914–2002), filisof, profesor na École normale supérieure a na Sorbonne
- Jacques Chaban-Delmas (1915–2000), politik
- Jacques Durand (1920–2009), inženýr a designér automobilů
- Georges Condominas (1921–), francouzský etnograf a etnolog
- Jean-Jacques Pauvert (1926–), redaktor
- Emmanuel Le Roy Ladurie (1929–), historik, čestný profesor na Collège de France
- Gérard Genette (1930–), francouzský strukturalisticky zaměřený literární teoretik a historik
- Joël Schmidt, spisovatel
- Dimitri Kitsikis (1935-), geopolitik, Fellow – Royal Society of Canada, Honorary President, The Dimitri Kitsikis Public Foundation.
- James Austin (1940–), stoupenec krásného umění, architektonický fotograf
- Jacques Bouveresse (1940–), filosof, profesor na Collège de France
- Colin François Lloyd Austin (1941–2010), znalec starověkého Řecka
- Guy Hocquenghem (1946–1988), spisovatel
- Julien Clerc (1947–), zpěvák
- Rony Brauman (1950–), lékař
- Laurent Collet-Billon (1950–), generál pověřený pro zbrojení
- Gérard Leclerc (1951–), novinář
- Philippe Laguérie (1952–), kněz
- Renaud Van Ruymbeke (1952–), smírčí soudce
- Denis Lensel (1954–), novinář a spisovatel
- Sauveur Chemouni (1954–) zakladatel Invision Technologies v Kalifornii
- Gilles Leroy (1958–), spisovatel (Prix Goncourt 2007)
- Cédric Klapisch (1961–), režisér
- Christophe Claro (1962–), spisovatel
- Laurent Vachaud (1964–), scenárista
- Emmanuel Bourdieu (1965–), spisovatel, filosof a režisér, syn Pierrea Bourdieu, sociologa a profesora na Collège de France
- Marie NDiaye (1967–), spisovatelka (Prix Goncourt 2009)
- Christophe Ferré, spisovatel
- Pierre Courtade (1915–1963), novinář a spisovatel
- Muriel Barberyová (1969 –), spisovatelka
- Yann Golanski (1971–), teoretický astrofyzik, matematik a průkopník v softwarovém inženýrství
- Laurent Chambon (1972–), sociolog
- Guillaume Peltier (1976–), politik
- Grégory Lamboley (1982–), francouzský mezinárodně hrající ragbyový hráč